# Буассонад де Фонтараби, Жан Франсуа
Жан Франсуа́ Буассона́д де Фонтараби́ (фр. Jean François Boissonade de Fontarabie; 1774—1857) — французский учёный-эллинист.

## Биография
Жан Франсуа Буассонад де Фонтараби родился 12 августа 1774 года в городе Париже.
Во время революционных событий занимал место при министерстве иностранных дел Франции, но затем вышел в отставку, чтобы посвятить жизнь науке.
Обратив на себя внимание своими критико-филологическими статьями, особенно в «Magazin encyclopédique» Миллэна, он был назначен адъюнктом Ларшэ, а по смерти последнего в 1812 году — профессором греческой литературы при Парижском университете.
В 1816 году он был избран в Академию надписей и изящной словесности и, с 1828 года до самой своей смерти, читал лекции в Коллеж де Франс.
Ему принадлежит целый ряд филолого-критических работ принесших ему признание в учёном мире. Им изданы Феофилакт, Михаил Пселл, Эней, Пахимер, Филострат, Тиберий ритор, Марин, Геродиан, Евгениан, «Схолии Прокла» к Платоновскому «Кратилу», «Аристенет», «Эйнапий», «Собрание греческих поэтов» (1823—32); «Anecdota graeca» (Париж, 1829—40, 5 т.) и «Anecdota nova» (1844) — оба последние издания важны для истории Византии и для изучения греческих грамматиков.
Жан Франсуа Буассонад де Фонтараби умер 8 сентября 1857 года в Пасси.
После его смерти в Париже был издан его труд «Critique litéraire sous le premier Empire» (1865 год, 2 тома).